# هورنی کامنیتسه (ناحیه دوماژلیتسه)
هورنی کامنیتسه (ناحیه دوماژلیتسه) (به چکی: Horní Kamenice) یک منطقهٔ مسکونی در جمهوری چک است که در ناحیه دوماژلیتسه واقع شده‌است. هورنی کامنیتسه ۳٫۸۵ کیلومتر مربع مساحت و ۲۱۲ نفر جمعیت دارد و ۳۷۷ متر بالاتر از سطح دریا واقع شده‌است.